# Odstraňování oxidu uhličitého

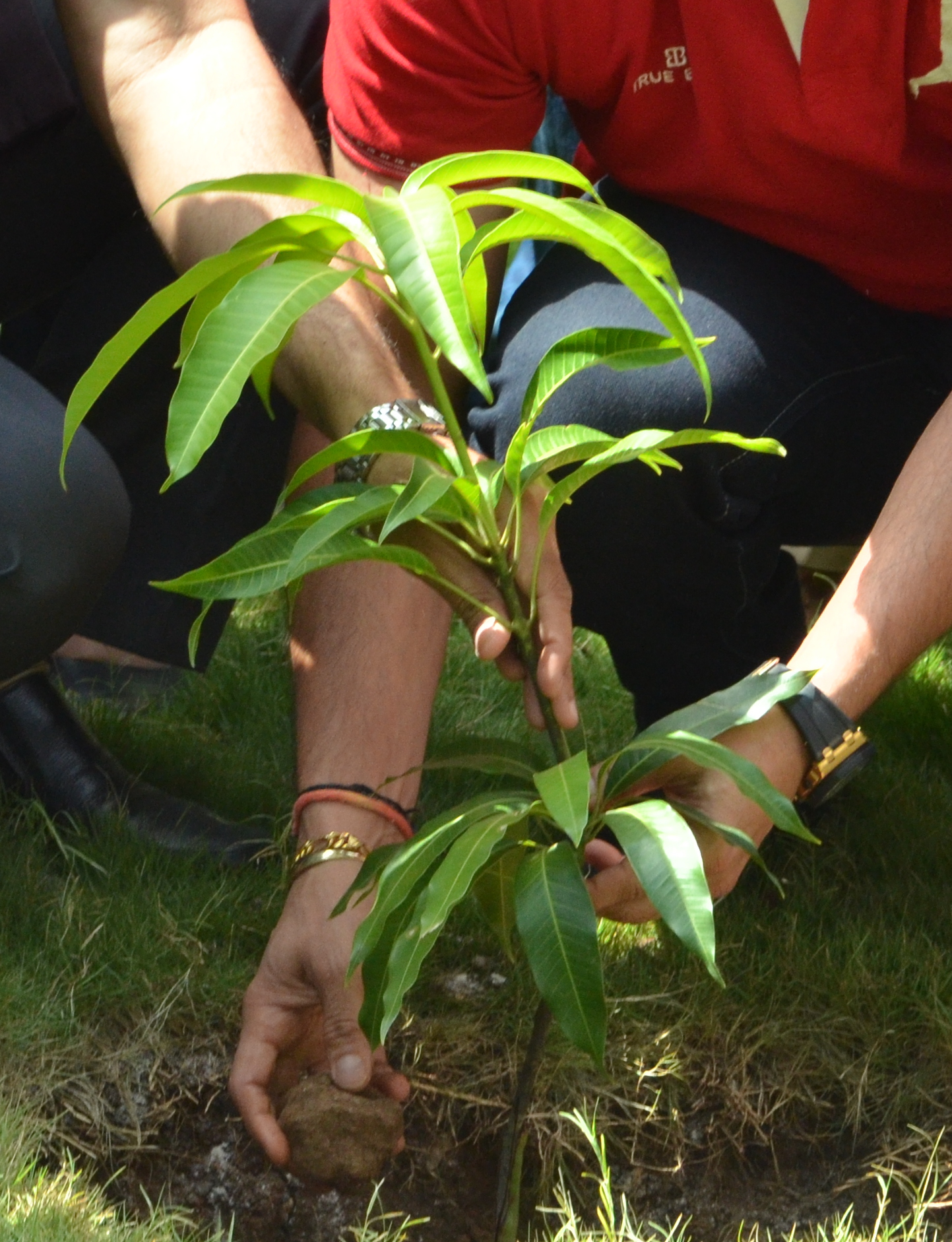
Sázení stromů je přírodní způsob, jak dočasně odstranit oxid uhličitý z atmosféry.

Odstraňování oxidu uhličitého (anglicky Carbon Dioxide Removal – CDR), známé také jako odstraňování uhlíku, odstraňování skleníkových plynů (anglicky Greenhouse Gas Removal – GGR) nebo negativní emise, je proces, při kterém je oxid uhličitý (CO2) záměrnou lidskou činností odstraňován z atmosféry a trvale ukládán do geologických, suchozemských nebo oceánských zásobníků nebo do produktů.:s.2221 V souvislosti s cíli nulových čistých emisí skleníkových plynů se snižování emisí uhlíku stále více začleňuje do politiky v oblasti klimatu jako součást strategií zmírňování změny klimatu. Dosažení nulových čistých emisí bude vyžadovat jak hluboké snížení emisí, tak využívání snižování emisí uhlíku. CDR může vyvážit emise, které je technicky obtížné eliminovat, jako jsou některé zemědělské a průmyslové emise:s.114
Mezi metody odstraňování oxidu uhličitého patří zalesňování, obnova lesů, zemědělské postupy, které zachycují uhlík v půdě (uhlíkové zemědělství), obnova mokřadů a přístupy založené na modrém uhlíku, bioenergie se zachycováním a ukládáním uhlíku (anglicky Bioenergy with carbon capture and storage – BECCS), hnojení oceánů, zvyšování alkalinity oceánů a přímé zachycování uhlíku v ovzduší v kombinaci s ukládáním.:s.115 Pro posouzení, zda je u konkrétního procesu dosaženo záporných emisí, je třeba provést komplexní analýzu životního cyklu procesu.
Odhaduje se, že od roku 2023 by odstraňování oxidu uhličitého odstranilo přibližně 2 Gt CO2 ročně, což odpovídá 4 % skleníkových plynů vypouštěných ročně lidskou činností.:s.8 Kolem tohoto čísla však panuje značná nejistota, protože neexistuje žádná zavedená nebo přesná metoda kvantifikace množství uhlíku odstraněného z atmosféry. Existuje potenciál odstranit a zachytit až 10 gigatun oxidu uhličitého ročně pomocí těch stávajících metod odstraňování oxidu uhličitého, které lze v současnosti bezpečně a ekonomicky nasadit.

## Definice
Odstraňování oxidu uhličitého (CDR) definuje IPCC jako:
Antropogenní činnosti, při nichž se CO2 odstraňuje z atmosféry a trvale ukládá do geologických, suchozemských nebo oceánských zásobníků nebo do produktů. Zahrnuje stávající a potenciální antropogenní posílení biologických nebo geochemických propadů a přímé zachycování a ukládání v ovzduší, ale nezahrnuje přirozené pohlcování CO2, které není přímo způsobeno lidskou činností.:s.2221
Mezi synonyma pro odstraňování oxidu uhličitého patří odstraňování skleníkových plynů (GGR), technologie negativních emisí a odstraňování uhlíku. Byly navrženy technologie pro odstraňování dalších skleníkových plynů, jako je methan, ale v současné době je možné ve velkém měřítku odstraňovat pouze oxid uhličitý, proto se ve většině souvislostí odstraňováním skleníkových plynů rozumí odstraňování oxidu uhličitého.
Termín geoinženýrství (nebo klimatické inženýrství) se někdy ve vědecké literatuře používá jak pro odstraňování oxidu uhličitého, tak pro řízení slunečního záření (S), pokud se tyto techniky používají v globálním měřítku. Termíny geoinženýrství nebo klimatické inženýrství se ve zprávách IPCC již nepoužívají[.

### Kategorie
Metody odstraňování oxidu uhličitého lze zařadit do různých kategorií, které vycházejí z různých kritérií::s.114
- Úloha v koloběhu uhlíku (biologické na pevnině; biologické v oceánech; geochemické; chemické) nebo
- Časový rozsah ukládání (desetiletí až staletí; staletí až tisíciletí; tisíce let nebo déle).

### Pojmy používající podobnou terminologii
Odstraňování oxidu uhličitého může být zaměňováno se zachycováním a ukládáním uhlíku (CCS), což je proces, při němž se oxid uhličitý zachycuje z bodových zdrojů, jako jsou plynové elektrárny, jejichž komíny vypouštějí CO2 v koncentrovaném proudu. Tento CO2 je následně stlačen a zachycen nebo využit. Pokud se CCS používá k zachycování uhlíku z plynových elektráren, snižuje emise z dalšího využívání bodového zdroje, ale nesnižuje množství oxidu uhličitého, které se již nachází v atmosféře.

## Úloha při zmírňování změny klimatu
Používání odstraňování oxidu uhličitého snižuje celkovou rychlost, kterou lidé přidávají oxid uhličitý do atmosféry.:s.114 Teplota zemského povrchu se stabilizuje až po snížení globálních emisí na čistou nulu, což bude vyžadovat jak velmi intenzivní úsilí o snížení emisí, tak nasazení odstraňování oxidu uhličitého.:s.114 Snížení čistých emisí na nulu bez odstraňování oxidu uhličitého není proveditelné, protože některé typy emisí je technicky obtížné eliminovat.:s.1261 Mezi obtížně odstranitelné emise patří emise oxidu dusného ze zemědělství,:s.114 emise z letectví,:s.3 a některé průmyslové emise.:s.114 Ve strategiích zmírňování změny klimatu se tyto emise vyvažují použitím odstraňování oxidu uhličitého.:s.114
Po dosažení čistých nulových emisí by se odstraňování oxidu uhličitého mohlo použít ke snížení koncentrace CO2 v atmosféře, což by mohlo částečně zvrátit oteplování, ke kterému do té doby již došlo. Všechny emisní cesty, které omezují globální oteplování na 1,5 °C nebo 2 °C do roku 2100, předpokládají použití odstraňování oxidu uhličitého v kombinaci se snížením emisí.

Spoléhání se na rozsáhlé nasazení odstraňování oxidu uhličitého bylo v roce 2018 považováno za „velké riziko“ pro dosažení cíle oteplení o méně než 1,5 °C vzhledem k nejistotě, jak rychle lze odstraňování oxidu uhličitého ve velkém měřítku nasadit. Strategie zmírňování změny klimatu, které se méně spoléhají na odstraňování oxidu uhličitého a více na udržitelné využívání energie, s sebou nesou toto riziko méně. Možnost budoucího rozsáhlého nasazení odstraňování oxidu uhličitého byla popsána jako morální hazard, protože by mohla vést ke snížení úsilí o zmírnění změny klimatu v blízké budoucnosti.:s.124 Zpráva NASEM z roku 2019 dochází k závěru:
Jakýkoli argument pro odložení úsilí o zmírnění změny klimatu, protože NET budou poskytovat zázemí, drasticky zkresluje jejich současné kapacity a pravděpodobné tempo pokroku ve výzkumu.
Když je odstraňování oxidu uhličitého formulováno jako forma klimatického inženýrství, lidé mají tendenci ho považovat za neodmyslitelně rizikové Ve skutečnosti odstraňování oxidu uhličitého řeší základní příčinu změny klimatu a je součástí strategií snižování čistých emisí a řízení rizik spojených se zvýšenou hladinou CO2 v atmosféře.

### Stálost odstranění
Lesy, porosty chaluh a další formy rostlin pohlcují při svém růstu oxid uhličitý ze vzduchu a vážou ho do biomasy. Tato biologická úložiště jsou však považována za nestálé úložiště uhlíku, protože nelze zaručit jeho dlouhodobou sekvestraci. Například přírodní události, jako jsou lesní požáry nebo nemoci, ekonomické tlaky a měnící se politické priority mohou vést k tomu, že se zachycený uhlík uvolní zpět do atmosféry.
Oxid uhličitý, který byl odstraněn z atmosféry, lze také ukládat v zemské kůře jeho vtlačováním do podpovrchových vrstev nebo ve formě nerozpustných uhličitanových solí. Ty totiž odebírají uhlík z atmosféry a ukládají jej na neurčito a pravděpodobně na značně dlouhou dobu (tisíce až miliony let).

## Současný a potenciální rozsah
Odhaduje se, že v roce 2023 by odstraňování oxidu uhličitého mohlo odstranit přibližně 2 Gt CO2 ročně, a to téměř výhradně pomocí nízkoenergetických metod, jako je zalesňování a vytváření nových lesů. To odpovídá 4 % skleníkových plynů vypouštěných ročně lidskou činností.:s.8 Zpráva konsensuální studie NASEM z roku 2019 posuzovala potenciál všech forem snižování emisí skleníkových plynů jiných než hnojení oceánů, které by mohly být bezpečně a ekonomicky nasazeny s využitím současných technologií, a odhadovala, že by mohly odstranit až 10 Gt CO2 ročně, pokud by byly plně nasazeny po celém světě. V roce 2018 všechny analyzované způsoby zmírňování dopadů, které by zabránily oteplení o více než 1,5 °C, zahrnovaly opatření snižování emisí skleníkových plynů.
Některé způsoby zmírňování navrhují dosažení vyšší míry odstraňování oxidu uhličitého prostřednictvím masivního nasazení jedné technologie, tyto způsoby však předpokládají, že stovky milionů hektarů orné půdy budou převedeny na pěstování plodin pro biopaliva. Další výzkum v oblastech přímého zachycování vzduchu, geologické sekvestrace oxidu uhličitého a mineralizace uhlíku by mohl potenciálně přinést technologický pokrok, který by umožnil ekonomicky realizovat vyšší míru odstraňování oxidu uhličitého.

## Metody

### Přehledný seznam dle úrovně technologické připravenosti
Následuje seznam známých metod odstraňování oxidu uhličitého seřazený podle úrovně technologické připravenosti. Ty nahoře mají vysokou technologickou připravenost s hodnotami 8 až 9 (9 je maximální možná hodnota, což znamená, že technologie je ověřená), ty dole mají nízkou technologickou připravenost 1 až 2, což znamená, že technologie není ověřená nebo je ověřená pouze v laboratorním měřítku.:s.115
1. Zalesňování/znovuzalesňování.
2. Sekvestrace uhlíku v půdě na orné půdě a pastvinách.
3. Obnova rašelinišť a pobřežních mokřadů.
4. Agrolesnictví, lepší obhospodařování lesů.
5. Odstraňování uhlíku pomocí biouhle.
6. Přímé zachycování a ukládání uhlíku ve vzduchu (DACCS), bioenergie se zachycováním a ukládáním uhlíku (BECCS).
7. Zvýšené zvětrávání (zvýšení alkalinity).
8. „Modré“ hospodaření s uhlíkem v pobřežních mokřadech (obnova vegetací porostlých pobřežních ekosystémů; metoda biologického snižování emisí uhlíku v oceánech, která zahrnuje mangrovové porosty, slané bažiny a porosty mořské trávy).
9. Hnojení oceánů, zvyšování alkalinity oceánů, které posiluje oceánský cyklus uhlíku.

Metody odstraňování oxidu uhličitého s největším potenciálem přispět k úsilí o zmírnění změny klimatu podle ilustrativních cest zmírnění změny klimatu jsou biologické metody odstraňování oxidu uhličitého na souši (především zalesňování/zalesňování) a/nebo bioenergie se zachycováním a ukládáním uhlíku (BECCS). Některé z cest zahrnují také přímé zachycování a ukládání uhlíku ve vzduchu (DACCS).:s.114

### Zalesňování, obnova lesů a lesní hospodářství
Stromy pomocí fotosyntézy pohlcují oxid uhličitý a ukládají uhlík do dřeva a půdy. Zalesňování je založení lesa na území, kde dříve žádný les nebyl.:s.1794 Znovuzalesnění je opětovné založení lesa na místě, kde byl dříve vykácen.:s.1812 Lesy jsou životně důležité pro lidskou společnost, zvířata a rostlinné druhy. Stromy totiž udržují čistotu ovzduší, regulují místní klima a poskytují životní prostor mnoha druhům.
Jak stromy rostou, pohlcují CO2 z atmosféry a ukládají ho do živé biomasy, odumřelé organické hmoty a půdy. Zalesňování a obnova lesů – někdy označované souhrnně jako „zalesňování“ – usnadňují tento proces odstraňování uhlíku tím, že zakládají nebo obnovují lesní plochy. Lesům trvá přibližně 10 let, než dosáhnou maximální míry sekvestrace.
V závislosti na druhu dosáhnou stromy zralosti přibližně po 20 až 100 letech, poté ukládají uhlík, ale aktivně ho z atmosféry neodstraňují. Uhlík lze v lesích ukládat po neomezenou dobu, ale ukládání může být také mnohem krátkodobější, protože stromy mohou být pokáceny, vypáleny nebo usmrceny nemocemi či suchem. Po dosažení zralosti lze lesní produkty sklízet a biomasu ukládat do výrobků z dřeva s dlouhou životností nebo ji využívat pro výrobu bioenergie či biouhle. Následné obnovení lesa pak umožňuje pokračovat v odstraňování CO2.
Rizika pro zakládání nových lesů zahrnují dostupnost půdy, konkurenci s jinými způsoby využití půdy a poměrně dlouhou dobu od výsadby do dosažení zralosti.

### Zemědělské postupy
Uhlíkové zemědělství je označení pro různé zemědělské metody, jejichž cílem je zachycovat atmosférický uhlík v půdě a v kořenech, dřevě a listech plodin. Zvýšení obsahu organické hmoty v půdě může podpořit růst rostlin, zvýšit celkový obsah uhlíku, zlepšit schopnost půdy zadržovat vodu a snížit spotřebu hnojiv. Metody uhlíkového zemědělství jsou obvykle nákladné, což znamená, že zemědělci a majitelé půdy musí mít z využívání uhlíkového zemědělství zisk, což vyžaduje vládní programy.

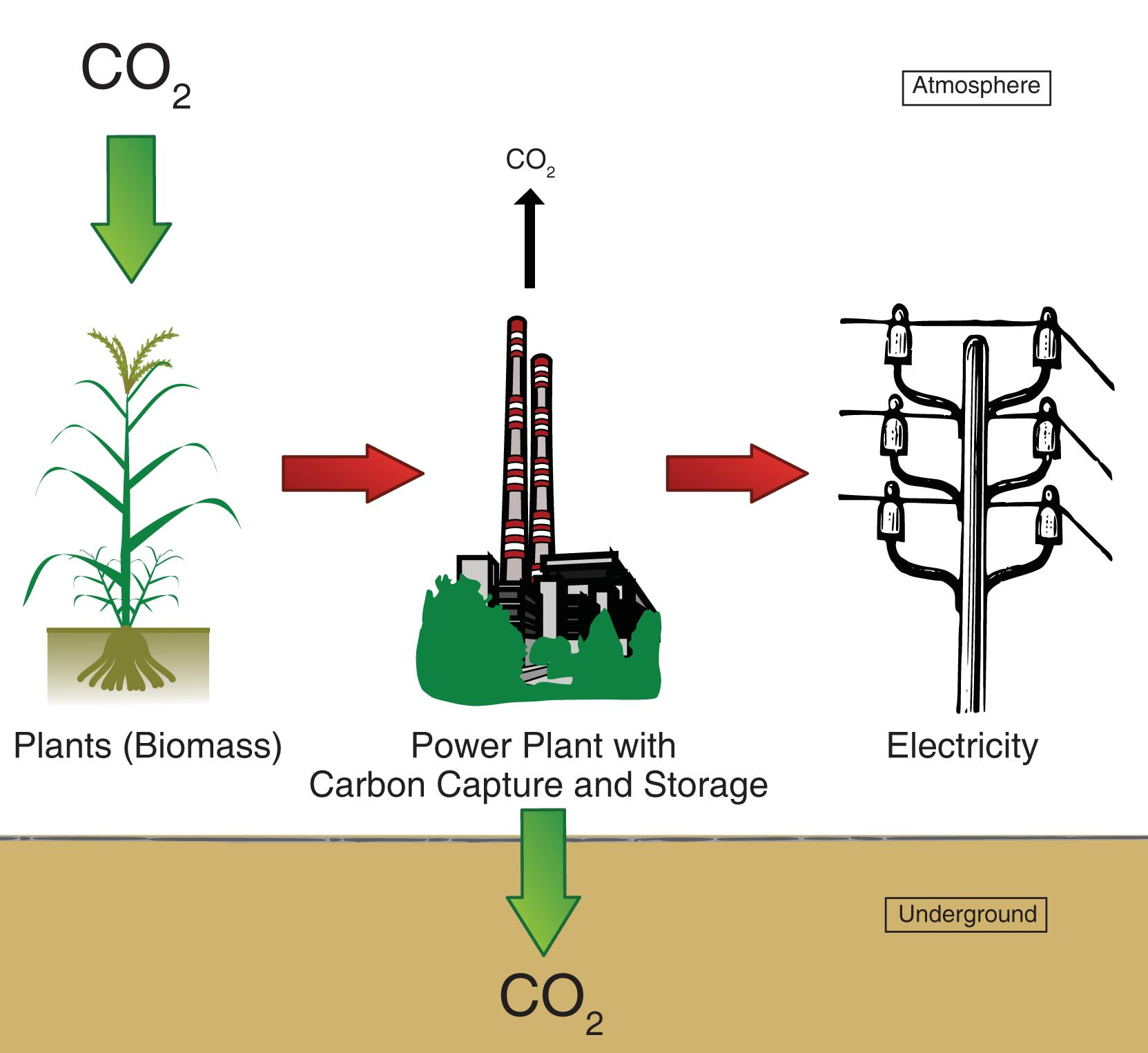
Schéma bioenergetické elektrárny se zachycováním a ukládáním uhlíku

### Bioenergie se zachycováním a ukládáním uhlíku (BECCS)
Bioenergie se zachycováním a ukládáním uhlíku (BECCS) je proces získávání bioenergie z biomasy a zachycování a ukládání uhlíku, čímž se odstraňuje z atmosféry. BECCS může být „technologií záporných emisí“. Uhlík v biomase pochází ze skleníkového plynu oxidu uhličitého (CO2), který biomasa při svém růstu získává z atmosféry. Energie se získává v užitečných formách (elektřina, teplo, biopaliva atd.), když se biomasa využívá spalováním, fermentací, pyrolýzou nebo jinými způsoby přeměny.
Část uhlíku v biomase se přeměňuje na CO2 nebo biouhel, který lze následně uložit geologickou sekvestrací, respektive aplikací do půdy, což umožňuje odstraňování oxidu uhličitého.
Potenciální rozsah negativních emisí z BECCS byl odhadnut na nulu až 22 Gt ročně. K roku 2019 aktivně využívalo technologie BECCS pět zařízení po celém světě, která zachycovala přibližně 1,5 Mt CO2 ročně. širokému rozšíření BECCS brání náklady a omezená dostupnost biomasy.

### Odstraňování uhlíku pomocí biouhle (BCR)
Biouhel vzniká pyrolýzou biomasy a je zkoumán jako metoda sekvestrace uhlíku. Biouhel je dřevěné uhlí, které se používá pro zemědělské účely a které rovněž napomáhá sekvestraci uhlíku, tedy zachycování nebo zadržování uhlíku. Vytváří se pomocí procesu zvaného pyrolýza, což je v podstatě zahřívání biomasy při vysoké teplotě v prostředí s nízkým obsahem kyslíku. Zůstává materiál podobný dřevěnému uhlí, ale vzniká udržitelným procesem, tedy použitím biomasy. Biomasa je organická hmota produkovaná živými organismy nebo nedávno živými organismy, nejčastěji rostlinami nebo materiálem na rostlinné bázi. Studie provedená britským výzkumným centrem Biochar Research Center uvedla, že při konzervativním odhadu může biochar uložit 1 Gt ročně. Při větším úsilí o marketing a přijetí biocharu by přínosem odstraňování uhlíku pomocí biocharu mohlo být uložení 5–9 Gt ročně v půdě. V současné době je však biouhel omezen kapacitou ukládání uhlíku v zemi, kdy systém dosáhne rovnovážného stavu, a vyžaduje regulaci kvůli hrozbám úniku.

Mezinárodní energetická agentura oznámila nárůst celosvětové provozní kapacity přímého zachycování vzduchu.

### Přímé zachycování ve vzduchu se sekvestrací uhlíku (DACCS)
Přímé zachycování oxidu uhličitého ve vzduchu (DAC) je použití chemických nebo fyzikálních procesů k získání oxidu uhličitého přímo z okolního ovzduší. Pokud je získaný CO2 následně zachycen v bezpečném dlouhodobém úložišti (tzv. přímé zachycování a sekvestrace oxidu uhličitého ve vzduchu (DACCS)), celý proces dosáhne odstranění oxidu uhličitého a stane se „technologií negativních emisí“ (NET).

Sekvestrace CO_{2} v oceánu

### Přímé odstraňování z oceánu
Existuje několik metod sekvestrace uhlíku z oceánu, kde jsou rozpuštěné uhličitany ve formě kyseliny uhličité v rovnováze s atmosférickým oxidem uhličitým. Patří mezi ně i hnojení oceánů, tedy záměrné vnášení rostlinných živin do horních vrstev oceánu, které je sice jedním z nejlépe prozkoumaných způsobů odstraňování oxidu uhličitého, ale hnojení oceánů by sekvestrovalo uhlík pouze v časovém horizontu 10–100 let. Zatímco kyselost povrchového oceánu se může v důsledku hnojení živinami snížit, potopená organická hmota se bude remineralizovat, což zvýší kyselost hlubokého oceánu. Zpráva o CDR z roku 2021 uvádí, že existuje středně vysoká důvěra v to, že by tato technika mohla být účinná a škálovatelná při nízkých nákladech a se středními environmentálními riziky. Odhaduje se, že hnojení oceánů je schopno sekvestrovat 0,1 až 1 Gt oxidu uhličitého ročně při nákladech 8 až 80 USD za tunu.
Zlepšování alkalinity oceánu zahrnuje mletí, rozptylování a rozpouštění minerálů, jako je olivín, vápenec, křemičitany nebo hydroxid vápenatý, za účelem vysrážení uhličitanů zachycených ve formě usazenin na dně oceánu. Potenciál odstraňování oxidu uhličitého pomocí zlepšování alkalinity je nejistý a odhaduje se na 0,1 až 1 Gt oxidu uhličitého ročně při nákladech 100 až 150 USD za tunu.
Elektrochemické techniky, jako je elektrodialýza, mohou odstraňovat uhličitany z mořské vody pomocí elektřiny. Zatímco tyto techniky používané samostatně jsou podle odhadů schopny odstranit 0,1 až 1 gigatunu oxidu uhličitého ročně za cenu 150 až 2 500 USD za tunu, tyto metody jsou mnohem levnější, pokud se provádějí ve spojení se zpracováním mořské vody, jako je odsolování, kdy se současně odstraňuje sůl a uhličitan. Předběžné odhady naznačují, že náklady na takové odstraňování uhlíku lze z velké části, ne-li zcela, uhradit z prodeje odsolené vody, která vzniká jako vedlejší produkt.

## Problémy

### Ekonomické otázky
Náklady na snižování emisí oxidu uhličitého se značně liší v závislosti na vyspělosti použité technologie a také na ekonomice dobrovolných trhů s odstraňováním uhlíku i na fyzickém výstupu; například pyrolýzou biomasy se vyrábí biouhel, který má různé komerční využití, včetně regenerace půdy a čištění odpadních vod. V roce 2021 stály náklady na snižování emisí oxidu uhličitého 250 až 600 dolarů za tunu, zatímco náklady na biouhel činily 100 dolarů a na řešení založená na přírodě, jako je zalesňování a zalesňování, méně než 50 dolarů. Skutečnost, že biouhel má na trhu s odstraňováním uhlíku vyšší cenu než řešení založená na přírodě, odráží skutečnost, že se jedná o trvalejší úložiště, v němž se uhlík ukládá na stovky nebo dokonce tisíce let, zatímco řešení založená na přírodě představují nestálejší formu ukládání, která představuje rizika spojená s lesními požáry, škůdci, ekonomickými tlaky a měnícími se politickými prioritami. Oxfordské principy pro kompenzaci uhlíku v souladu s cílem netto nulových emisí uvádějí, že pro kompatibilitu s Pařížskou dohodou: „…organizace se musí zavázat k postupnému zvyšování procenta kompenzací za odstranění uhlíku, které nákupují, s cílem výhradně získávat odstranění uhlíku do poloviny století.” Tyto iniciativy spolu s vývojem nových průmyslových norem pro technicky řízené odstraňování uhlíku, jako je Puro Standard, pomohou podpořit růst trhu s odstraňováním uhlíku.
Ačkoli CDR (Carbon Dioxide Removal – odstraňování oxidu uhličitého) nebylo k roku 2021 pokryto povolenkami EU, Evropská komise se připravuje na certifikaci odstraňování uhlíku a zvažuje uhlíkové kontrakty pro rozdíl. CDR by mohlo být v budoucnu také přidáno do systému obchodování s emisemi Spojeného království. Ke konci roku 2021 zůstaly ceny uhlíku pro obě tyto schéma obchodování s emisemi, které jsou v současnosti založeny na snižování uhlíku, na rozdíl od odstraňování uhlíku, pod 100 USD.
Na začátku roku 2023 nedostatečné financování nedosáhlo sumy potřebné pro významný příspěvek high-tech metod CDR k zmírňování změny klimatu. Ačkoli dostupné fondy se nedávno výrazně zvýšily. Většina tohoto nárůstu pocházela z dobrovolných iniciativ soukromého sektoru. Například aliance soukromého sektoru vedená společností Stripe s významnými členy, včetně společností Meta, Google a Shopify, ohlásila v dubnu 2022 téměř miliardový fond na odměnu společnostem schopným trvale zachytit a skladovat uhlík. Podle vysoce postaveného zaměstnance společnosti Stripe, Nana Ransohoffa, byl fond „přibližně 30krát větší než trh s odstraňováním uhlíku, který existoval v roce 2021. Ale je to stále 1 000krát méně než trh, který potřebujeme do roku 2050.“ Převaha financování soukromého sektoru vyvolala obavy, protože historicky se dobrovolné trhy ukázaly jako „řádově menší“ než ty, které vznikly díky vládní politice. K roku 2023 však různé vlády zvýšily svou podporu pro CDR; mezi ně patří Švédsko, Švýcarsko a USA. Nedávné aktivity americké vlády zahrnují oznámení z června 2022 o záměru financovat program CDR Bipartisan Infrastructure Law v hodnotě 3,5 miliardy dolarů a podepsání zákona o snižování inflace z roku 2022, který obsahuje daň 45Q na podporu trhu s CDR.

## Odstraňování dalších skleníkových plynů
Ačkoli někteří výzkumníci navrhli metody odstraňování methanu, jiní tvrdí, že oxid dusný by byl vhodnějším předmětem výzkumu vzhledem k jeho delší životnosti v atmosféře.

### Související stránky
- Toky uhlíku
- Nízkouhlíková ekonomika
- Čisté nulové emise